# Epuraea fuscicollis
Epuraea fuscicollis är en skalbaggsart som först beskrevs av Stephens 1832.  Epuraea fuscicollis ingår i släktet Epuraea, och familjen glansbaggar. Enligt den svenska rödlistan är arten sårbar i Sverige. Arten förekommer i Götaland. Artens livsmiljö är skogslandskap, jordbrukslandskap.